# Ranissus scytha
Ranissus scytha är en insektsart som först beskrevs av Oshanin 1913.  Ranissus scytha ingår i släktet Ranissus och familjen Dictyopharidae. Inga underarter finns listade i Catalogue of Life.